# Eugene Mallove
Eugene Franklin Mallove (* 9. Juni 1947 in Norwich (Connecticut); † 14. Mai 2004 ebenda) war ein US-amerikanischer Publizist. Er war Verleger der Zeitschrift Infinite Energy, Gründer der gemeinnützigen New Energy Foundation, ein starker Förderer der kalten Fusion und ein Verfechter der sie erforschenden Grenzwissenschaft. Mallove schrieb Feuer vom Eis, ein Buch über die Experimente von Stanley Pons und Martin Fleischmann an der Universität von Utah. Unter anderem behauptet das Buch, das Team produzierte wiederholt einen Energieüberschuss, dass jedoch die Resultate durch eine organisierte Kampagne der etablierten Physik lächerlich gemacht und unterdrückt wurden.

## Leben
Eugene Mallove schloss das Studium der Luft- und Raumfahrttechnik mit einem Bachelor (1969) und Master (1970) am MIT ab und das der Umweltschutzwissenschaften an der Universität Harvard. Er hatte für Technikunternehmen wie die Hughes-Forschungslabore, die Analytic Science Corporation und das Lincoln Laboratory gearbeitet, und er war als Berater zu Themen der alternativen Energie tätig. Mallove unterrichtete Wissenschaftsjournalismus am MIT und der Universität Boston und war Autor im Nachrichtenbüro des MIT, eine Tätigkeit, die er, ausgelöst durch eine Debatte mit der Universität über die kalte Fusion, beendete.
Eugene Mallove wurde am 14. Mai 2004 in Norwich in seinem Elternhaus erschlagen, das er gerade herrichtete. Malloves Tätigkeit begünstigte die Entstehung von Verschwörungstheorien, die polizeilichen Ermittlungen ergaben jedoch Raub als Motiv.